# Lac Boomanjin
Le lac Boomanjin (en anglais : Lake Boomanjin), est un lac situé au sud de l'île Fraser dans le Parc national Great Sandy, dans le sud-est de l'état du Queensland en Australie. C'est un lac dont le fond se trouve au-dessus de la nappe phréatique (en anglais : perched lake) ; il s'agit de l'un des 40 lacs de ce type de l'île Fraser, où se trouvent la moitié des perched lake connus dans le monde.
Le lac est alimenté par deux petits ruisseaux qui traversent un marais de wallum ; les eaux du lac sont d'une couleur brun rougeâtre, causée par des matières organiques dissoutes dans l'eau, en particulier le tanin produit par la décomposition des broussailles aux fleurs abondantes et des landes qui poussent dans ce wallum. 
Le fond du lac est recouvert d'un sable blanc riche en quartz. Des plantes carnivores, les utriculaires, poussent près du lac.